# Ismenia aestivalis
Ismenia aestivalis là một loài ruồi trong họ Tachinidae.